# Eleotério Nan Souza
Eleoterio Nan Souza (São Vicente Ferrer (Maranhão), 31 de dezembro de 1945) é um advogado, empresário e político brasileiro filiado ao Partido Verde (PV).
Exerceu os cargos de deputado federal (1991–2007) pelo Maranhão.

## Dados biográficos
Em 1991, foi eleito deputado federal pelo Maranhão.
Em 1992, trocou o PFL pelo PST e votou a favor do impeachment de Fernando Collor. No mesmo ano, disputou a prefeitura de São Luís.
Em 1999, assumiu novo mandato de deputado federal.
Em 2006, tentou novamente ser deputado federal, pelo PV, mas só obteve 0,22% dos votos, insuficientes para se eleger.